# Leśna (gromada w powiecie lubańskim, 1954)
Leśna – dawna gromada, czyli najmniejsza jednostka podziału terytorialnego Polskiej Rzeczypospolitej Ludowej w latach 1954–1972.
Gromady, z gromadzkimi radami narodowymi (GRN) jako organami władzy najniższego stopnia na wsi, funkcjonowały od reformy reorganizującej administrację wiejską przeprowadzonej jesienią 1954 do momentu ich zniesienia z dniem 1 stycznia 1973, tym samym wypierając organizację gminną w latach 1954–1972.
Gromadę Leśna z siedzibą GRN w Leśnej (wówczas wsi) utworzono – jako jedną z 8759 gromad na obszarze Polski – w powiecie lubańskim w woj. wrocławskim, na mocy uchwały nr 19/54 WRN we Wrocławiu z dnia 2 października 1954. W skład jednostki weszły obszary dotychczasowych gromad Leśna i Baworowa ze zniesionej gminy Leśna w tymże powiecie. Dla gromady ustalono 27 członków gromadzkiej rady narodowej.
13 listopada 1954, po pięciu tygodniach, gromadę Leśna zniesiono w związku z nadaniem jej statusu osiedla. 18 lipca 1962 osiedle Leśna otrzymało status miasta. 1 stycznia 1973 w powiecie lubańskim reaktywowano gminę Leśna.
Uwaga: W 1954 roku w powiecie lubańskim funkcjonowały dwie jednostki o nazwie gromada Leśna – drugą była gromada Leśna.